# Чжочжоу
Чжочжо́у (кит. упр. 涿州, пиньинь Zhuōzhōu) — городской уезд городского округа Баодин провинции Хэбэй (КНР). Городской уезд назван в честь существовавшей здесь ранее области Чжочжоу, которая, в свою очередь, получила название от реки Чжошуй.

## История
Ещё при империи Цинь здесь был образован уезд Чжосянь (涿县). При империи Тан в 624 году он был переименован в уезд Фаньян (范阳县). В 769 году была учреждена область Чжочжоу, органы правления которой разместились в Фаньяне. При империи Мин в 1368 году уезд Фаньян был расформирован.
После Синьхайской революции в Китае была проведена реформа структуры административного деления, в ходе которой области были упразднены, и в 1913 году область Чжочжоу была преобразована в уезд Чжосянь.
В августе 1949 года был образован Баодинский специальный район (保定专区), и уезд вошёл в его состав. В 1958 году уезды Сюнсянь, Синьчэн и Лайшуй были присоединены к уезду Чжосянь, но в 1961 году воссозданы в прежних границах.
В 1968 году Баодинский специальный район был переименован в Округ Баодин (保定地区). В 1986 году уезд Чжосянь был преобразован в городской уезд Чжочжоу. Постановлением Госсовета КНР от 23 декабря 1994 года округ Баодин и город Баодин были расформированы, а на их территории был образован Городской округ Баодин.

## Административное деление
Городской уезд Чжочжоу делится на 3 уличных комитета, 7 посёлков и 4 волости.